# Renato Castellani
Renato Castellani (født 4. september 1913 i Finale Ligure, Liguria, død 28. december 1985 i Rom) var en italiensk instruktør og manuskriptforfatter. Han vandt Gran Prix i 1952-udgaven af Cannes Film Festival for sin film Two Cents Worth of Hope.

## Filmografi
- The Knight of San Marco (1939)
- The Document (1939)
- Department Store (1939)
- Castles in the Air (1939)
- The Iron Crown (1941); screenwriter only
- A Pistol Shot (1942)
- The Jester's Supper (1942)
- Malombra (1942)
- In High Places (1943)
- Zaza (1944 film) (it) (1944)
- La donna della montagna (The Mountain Woman) (1944)
- Mio figlio professore (1946)
- Under the Sun of Rome (1948)
- È primavera (1949)
- Two Cents Worth of Hope (Due soldi di speranza) (1952)
- Romeo and Juliet (1954)
- I sogni nel cassetto (1957)
- The Brigand (1961 film) (Il brigante) (1961)
- Mare matto (1963)
- Three Nights of Love (1964)
- Marriage Italian-Style (1964); kun manuskriptforfatter
- Controsesso (1964)
- Ghosts – Italian Style (1968)
- The Archangel (1969); kun manuskriptforfatter
- Una Breve Stagione (A Brief Season) (1969)
- The Life of Leonardo da Vinci, TV miniserie (1972); også manuskriptforfatter
- The Life of Verdi, TV miniseries (1982); også manuskriptforfatter